# Юсеф Вахба-паша
Юсеф Вахба-паша (араб. يوسف باشا وهبة‎; 1852, Каир — 1934, Египет) — египетский государственный и политический деятель, занимавший пост премьер-министра Египта (19 ноября 1919 — 20 мая 1920), министр иностранных дел, министр финансов Египта (1914—1920), юрист, судья, переводчик.

## Биография
Родился в знатной коптской семье. Его отец, Вахба-бей, был основателем первого коптского благотворительного общества.
С 1875 по 1882 год работал в Министерстве юстиции страны, где сыграл важную роль в создании современной судебной системы Египта. Стал одним из первых египетских судей в смешанных апелляционных судах в 1894 году. Перевёл «Кодекс Наполеона» на арабский язык.
В 1912 году был назначен министром иностранных дел Египта, в 1914 году — министром финансов (до мая 1920). В качестве министра финансов представил первые египетские банкноты, поддерживаемые египетским султанатом, на которых стояла его подпись как министра финансов.
С 19 ноября 1919 до 20 мая 1920 года занимал пост премьер-министра Египта. Во время своего пребывания на этом посту инициировал несколько экономических реформ, в том числе отмену контроля над ценами на сельскохозяйственную продукцию и создание первого национального банка .
Независимый политик. С 1924 года был членом первого независимого Сената от Александрийского округа. Работая в египетском сенате, поддерживал различные законы, укреплявшие независимость египетской судебной системы. Выступал против введения каких-либо привилегий для меньшинств по этническому и религиозному признаку (включая коптов), предложенных Комиссией по судебным реформам в 1917 году. Ушёл из Сената в 1930 году.